# Pogonocherini
Tribu
Les Pogonocherini Mulsant, 1839 constituent une tribu d'insectes coléoptères de la famille des cérambycidés et de la sous-famille des Lamiinae.

## Description
Les Pogonocherini sont des longicornes ailés, caractérisés  par les ongles divariqués, les tibias intermédiaires simples, le scape sans carène (cicatrise) et les cavités coxales intermédiaires fermées.
La coloration est généralement très mimétique avec les écorces.

## Distribution
Les Pogonocherini sont répandus dans l'hémisphère boréal avec vingt genres et plus de cent espèces. En Suisse, France, Belgique et Luxembourg ils ne comprennent que le seul genre Pogonocherus Dejean, 1821 avec sept espèces,:
La tribu est présent aussi dans les Antilles françaises et dans Grandes Antilles avec le genre Ecyrus LeConte, 1852.